# Conrad Gerle
Conrad Gerle (* um 1440; † 4. Dezember 1521 in Nürnberg) war der älteste bekannte deutsche Lautenmacher.
Gerle war bereits um 1469 als Nürnberger Lautenbauer für seine Instrumente berühmt. Sie waren hochgradig nachgefragt und wurden in Frankreich als „Lutz d’Allemaign“ oder „Luths d’Allemagne“ (Lauten aus Deutschland) hoch gelobt. Karl der Kühne bestellte für seine Lautenspieler über den deutschen Kaufmann Holhans drei solcher Lauten für 52 Livres und 10 Sols. Gerle starb am 4. Dezember 1521 und wurde auf dem Friedhof der St. Rochuskirche beigesetzt.
Er war wahrscheinlich der Vater des Lautenisten Hans Gerle.